# Grand Prix automobile de Mosport 2010
Navigation
Édition précédente Édition suivante
Le Grand Prix de Mosport 2010 (2010 Grand Prix of Mosport presented by Mobil 1), disputé sur le 29 août 2010 sur le Canadian Tire Motorsport Park est la huitième et avant dernière manche de l'American Le Mans Series 2010 et la 28e édition du Grand Prix de Mosport.

Il s'agissait de la 100e course de David Brabham dans le championnat American Le Mans Series. Pour marquer l'occasion, l'écurie Patrón Highcroft a changé le numéro de la voiture au n°1 à n°100.

## Qualifications
| Pos. | Classe | N°  | Écurie                     | Pilote             | Temps        | Grille |
| ---- | ------ | --- | -------------------------- | ------------------ | ------------ | ------ |
| 1    | LMP    | 6   | Muscle Milk Team Cytosport | Klaus Graf         | 1:06.956     | 1      |
| 2    | LMP    | 16  | Dyson Racing Team          | Chris Dyson        | 1:07.142     | 2      |
| 3    | LMP    | 100 | Patrón Highcroft Racing    | Simon Pagenaud     | 1:07.228     | 3      |
| 4    | LMP    | 8   | Drayson Racing             | Jonny Cocker       | 1:07.482     | 4      |
| 5    | LMP    | 12  | Autocon Motorsports        | Johnny Mowlem      | 1:08.117     | 5      |
| 6    | LMPC   | 52  | PR1/Mathiasen Motorsports  | Luis Díaz          | 1:11.455     | 6      |
| 7    | LMPC   | 36  | Genoa Racing               | Frankie Montecalvo | 1:12.013     | 7      |
| 8    | LMPC   | 99  | Green Earth Team Gunnar    | Gunnar Jeannette   | 1:12.073     | 8      |
| 9    | LMPC   | 89  | Intersport Racing (en)     | Kyle Marcelli      | 1:12.239     | 9      |
| 10   | LMPC   | 55  | Level 5 Motorsports        | Christophe Bouchut | 1:12.260     | 10     |
| 11   | GT     | 62  | Risi Competizione          | Gianmaria Bruni    | 1:17.160     | 27     |
| 12   | GT     | 45  | Flying Lizard Motorsports  | Jörg Bergmeister   | 1:17.461     | 11     |
| 13   | GT     | 92  | BMW Rahal Letterman Racing | Tommy Milner       | 1:17.491     | 12     |
| 14   | GT     | 4   | Corvette Racing            | Oliver Gavin       | 1:17.668     | 13     |
| 15   | GT     | 01  | Extreme Speed Motorsports  | Scott Sharp        | 1:17.726     | 14     |
| 16   | GT     | 3   | Corvette Racing            | Johnny O'Connell   | 1:17.794     | 15     |
| 17   | GT     | 90  | BMW Rahal Letterman Racing | Dirk Müller        | 1:17.841     | 16     |
| 18   | GT     | 17  | Team Falken Tire (en)      | Bryan Sellers      | 1:18.469     | 17     |
| 19   | GT     | 40  | Robertson Racing           | David Murry        | 1:18.502     | 18     |
| 20   | GT     | 75  | Jaguar RSR                 | Marc Goossens      | 1:19.099     | 19     |
| 21   | GT     | 02  | Extreme Speed Motorsports  | Ed Brown           | 1:21.771     | 20     |
| 22   | GT     | 44  | Flying Lizard Motorsports  | Seth Neiman        | 1:21.798     | 28     |
| 23   | LMPC   | 95  | Level 5 Motorsports        | Scott Tucker       | 1:22.081     | 21     |
| 24   | GTC    | 48  | ORBIT/Paul Miller Racing   | Bryce Miller       | 1:22.495     | 22     |
| 25   | GTC    | 54  | Black Swan Racing          | Jeroen Bleekemolen | 1:22.598     | 23     |
| 26   | GTC    | 88  | Velox Motorsports          | Shane Lewis        | 1:22.911     | 24     |
| 27   | GTC    | 63  | TRG                        | Andy Lally         | 1:23.211     | 29     |
| 28   | GTC    | 23  | Alex Job Racing            | Mitch Pagerey      | 1:23.324     | 25     |
| 29   | LMP    | 37  | Intersport Racing (en)     | Pas de temps       | Pas de temps | 26     |

## Course
Voici le classement provisoire au terme de la course.

- Les vainqueurs de chaque catégorie sont signalés par un fond jauni.
- Pour la colonne Pneus, il faut passer le curseur au-dessus du modèle pour connaître le manufacturier de pneumatiques.

| Pos    | Classe | N°  | Écurie                     | Pilotes                                      | Châssis                                 | Pneus | Tours |
| Pos    | Classe | N°  | Écurie                     | Pilotes                                      | Moteur                                  | Pneus | Tours |
| ------ | ------ | --- | -------------------------- | -------------------------------------------- | --------------------------------------- | ----- | ----- |
| 1      | LMP    | 6   | Muscle Milk Team Cytosport | Romain Dumas Klaus Graf                      | Porsche RS Spyder Evo                   | M     | 99    |
| 1      | LMP    | 6   | Muscle Milk Team Cytosport | Romain Dumas Klaus Graf                      | Porsche MR6 3.4 L V8                    | M     | 99    |
| 2      | LMP    | 100 | Patrón Highcroft Racing    | David Brabham Simon Pagenaud                 | HPD ARX-01C                             | M     | 99    |
| 2      | LMP    | 100 | Patrón Highcroft Racing    | David Brabham Simon Pagenaud                 | HPD AL7.R 3.4 L V8                      | M     | 99    |
| 3      | LMP    | 12  | Autocon Motorsports        | Johnny Mowlem Tony Burgess                   | Lola B06/10                             | D     | 98    |
| 3      | LMP    | 12  | Autocon Motorsports        | Johnny Mowlem Tony Burgess                   | AER P32C 4.0 L V8 Turbo (E85 Ethanol)   | D     | 98    |
| 4      | LMPC   | 99  | Green Earth Team Ginnar    | Gunnar Jeannette Elton Julian                | Oreca FLM09                             | M     | 95    |
| 4      | LMPC   | 99  | Green Earth Team Ginnar    | Gunnar Jeannette Elton Julian                | Chevrolet LS3 6.2 L V8                  | M     | 95    |
| 5      | LMPC   | 55  | Level 5 Motorsports        | Scott Tucker Christophe Bouchut              | Oreca FLM09                             | M     | 95    |
| 5      | LMPC   | 55  | Level 5 Motorsports        | Scott Tucker Christophe Bouchut              | Chevrolet LS3 6.2 L V8                  | M     | 95    |
| 6      | LMP    | 8   | Drayson Racing             | Paul Drayson Jonny Cocker                    | Lola B09/60                             | M     | 95    |
| 6      | LMP    | 8   | Drayson Racing             | Paul Drayson Jonny Cocker                    | Judd GV5.5 S2 5.5 L V10 (E85 Ethanol)   | M     | 95    |
| 7      | LMP    | 16  | Dyson Racing Team          | Chris Dyson Guy Smith                        | Lola B09/86                             | D     | 94    |
| 7      | LMP    | 16  | Dyson Racing Team          | Chris Dyson Guy Smith                        | Mazda MZR-R 2.0 L I4 Turbo (Isobutanol) | D     | 94    |
| 8      | LMPC   | 36  | Genoa Racing               | Frankie Montecalvo Christian Zugel           | Oreca FLM09                             | M     | 93    |
| 8      | LMPC   | 36  | Genoa Racing               | Frankie Montecalvo Christian Zugel           | Chevrolet LS3 6.2 L V8                  | M     | 93    |
| 9      | LMPC   | 95  | Level 5 Motorsports        | Scott Tucker Andy Wallace                    | Oreca FLM09                             | M     | 93    |
| 9      | LMPC   | 95  | Level 5 Motorsports        | Scott Tucker Andy Wallace                    | Chevrolet LS3 6.2 L V8                  | M     | 93    |
| 10     | LMPC   | 52  | PR1/Mathiasen Motorsports  | Ricardo González Luis Díaz                   | Oreca FLM09                             | M     | 92    |
| 10     | LMPC   | 52  | PR1/Mathiasen Motorsports  | Ricardo González Luis Díaz                   | Chevrolet LS3 6.2 L V8                  | M     | 92    |
| 11     | GT     | 45  | Flying Lizard Motorsports  | Jörg Bergmeister Patrick Long                | Porsche 911 GT3 RSR                     | M     | 92    |
| 11     | GT     | 45  | Flying Lizard Motorsports  | Jörg Bergmeister Patrick Long                | Porsche 4.0 L Flat-6 (E85 Ethanol)      | M     | 92    |
| 12     | GT     | 62  | Risi Competizione          | Toni Vilander Gianmaria Bruni                | Ferrari F430 GTE                        | M     | 92    |
| 12     | GT     | 62  | Risi Competizione          | Toni Vilander Gianmaria Bruni                | Ferrari 4.0 L V8 (E85 Ethanol)          | M     | 92    |
| 13     | GT     | 92  | BMW Rahal Letterman Racing | Bill Auberlen Tommy Milner                   | BMW M3 GT2                              | D     | 92    |
| 13     | GT     | 92  | BMW Rahal Letterman Racing | Bill Auberlen Tommy Milner                   | BMW 4.0 L V8 (E85 Ethanol)              | D     | 92    |
| 14     | GT     | 4   | Corvette Racing            | Jan Magnussen Oliver Gavin                   | Chevrolet Corvette C6.R                 | M     | 92    |
| 14     | GT     | 4   | Corvette Racing            | Jan Magnussen Oliver Gavin                   | Chevrolet 5.5 L V8 (E85 Ethanol)        | M     | 92    |
| 15     | GT     | 3   | Corvette Racing            | Olivier Beretta Johnny O'Connell             | Chevrolet Corvette C6.R                 | M     | 92    |
| 15     | GT     | 3   | Corvette Racing            | Olivier Beretta Johnny O'Connell             | Chevrolet 5.5 L V8 (E85 Ethanol)        | M     | 92    |
| 16     | GT     | 01  | Extreme Speed Motorsports  | Scott Sharp Johannes van Overbeek            | Ferrari F430 GTE                        | M     | 91    |
| 16     | GT     | 01  | Extreme Speed Motorsports  | Scott Sharp Johannes van Overbeek            | Ferrari 4.0 L V8                        | M     | 91    |
| 17     | LMPC   | 89  | Intersport Racing (en)     | Kyle Marcelli Chapman Ducote                 | Oreca FLM09                             | M     | 91    |
| 17     | LMPC   | 89  | Intersport Racing (en)     | Kyle Marcelli Chapman Ducote                 | Chevrolet LS3 6.2 L V8                  | M     | 91    |
| 18     | GT     | 17  | Team Falken Tire (en)      | Bryan Sellers Wolf Henzler                   | Porsche 911 GT3 RSR                     | F     | 91    |
| 18     | GT     | 17  | Team Falken Tire (en)      | Bryan Sellers Wolf Henzler                   | Porsche 4.0 L Flat-6                    | F     | 91    |
| 19     | GT     | 02  | Extreme Speed Motorsports  | Ed Brown Guy Cosmo                           | Ferrari F430 GTE                        | M     | 90    |
| 19     | GT     | 02  | Extreme Speed Motorsports  | Ed Brown Guy Cosmo                           | Ferrari 4.0 L V8                        | M     | 90    |
| 20     | GT     | 44  | Flying Lizard Motorsports  | Darren Law Seth Neiman                       | Porsche 911 GT3 RSR                     | M     | 90    |
| 20     | GT     | 44  | Flying Lizard Motorsports  | Darren Law Seth Neiman                       | Porsche 4.0 L Flat-6 (E85 Ethanol)      | M     | 90    |
| 21     | GT     | 75  | Jaguar RSR                 | Paul Gentilozzi Marc Goossens                | Jaguar XKRS                             | Y     | 87    |
| 21     | GT     | 75  | Jaguar RSR                 | Paul Gentilozzi Marc Goossens                | Jaguar 5.0 L V8                         | Y     | 87    |
| 22     | GTC    | 88  | Velox Motorsports          | Shane Lewis Lawson Aschenbach                | Porsche 911 GT3 Cup                     | Y     | 86    |
| 22     | GTC    | 88  | Velox Motorsports          | Shane Lewis Lawson Aschenbach                | Porsche 3.8 L Flat-6                    | Y     | 86    |
| 23     | GTC    | 54  | Black Swan Racing          | Tim Pappas Jeroen Bleekemolen                | Porsche 911 GT3 Cup                     | Y     | 86    |
| 23     | GTC    | 54  | Black Swan Racing          | Tim Pappas Jeroen Bleekemolen                | Porsche 3.8 L Flat-6                    | Y     | 86    |
| 24     | GTC    | 23  | Alex Job Racing            | Bill Sweedler Mitch Pagerey                  | Porsche 911 GT3 Cup                     | Y     | 86    |
| 24     | GTC    | 23  | Alex Job Racing            | Bill Sweedler Mitch Pagerey                  | Porsche 3.8 L Flat-6                    | Y     | 86    |
| 25 DNF | GTC    | 48  | ORBIT/Paul Miller Racing   | Bryce Miller Luke Hines (en)                 | Porsche 911 GT3 Cup                     | Y     | 78    |
| 25 DNF | GTC    | 48  | ORBIT/Paul Miller Racing   | Bryce Miller Luke Hines (en)                 | Porsche 3.8 L Flat-6                    | Y     | 78    |
| 26 DNF | GT     | 90  | BMW Rahal Letterman Racing | Dirk Müller Joey Hand                        | BMW M3 GT2                              | D     | 48    |
| 26 DNF | GT     | 90  | BMW Rahal Letterman Racing | Dirk Müller Joey Hand                        | BMW 4.0 L V8 (E85 Ethanol)              | D     | 48    |
| 27 DNF | GT     | 40  | Robertson Racing           | David Robertson Andrea Robertson David Murry | Ford GT-R Mk. VII                       | D     | 48    |
| 27 DNF | GT     | 40  | Robertson Racing           | David Robertson Andrea Robertson David Murry | Ford 5.0 L V8                           | D     | 48    |
| 28 DNF | LMP    | 37  | Intersport Racing (en)     | Jon Field Clint Field                        | Lola B06/10                             | D     | 43    |
| 28 DNF | LMP    | 37  | Intersport Racing (en)     | Jon Field Clint Field                        | AER P32C 4.0 L V8 Turbo (E85 Ethanol)   | D     | 43    |
| 29 DNF | GTC    | 63  | TRG                        | Henri Richard Andy Lally                     | Porsche 911 GT3 Cup                     | Y     | 32    |
| 29 DNF | GTC    | 63  | TRG                        | Henri Richard Andy Lally                     | Porsche 3.8 L Flat-6                    | Y     | 32    |
| WD     | GT     | 61  | Risi Competizione          | Pierre Kaffer Toni Vilander                  | Ferrari F430 GTE                        | M     | -     |
| WD     | GT     | 61  | Risi Competizione          | Pierre Kaffer Toni Vilander                  | Ferrari 4.0 L V8 (E85 Ethanol)          | M     | -     |